# Edward J. Larson
Edward John Larson (né le 21 septembre 1953 à Mansfield, Ohio) est un historien et juriste américain. Il est professeur d'histoire à l'université et titulaire de la chaire de droit Hugh & Hazel Darling à l'Université Pepperdine. Il est titulaire de la chaire de droit Herman Talmadge et de la chaire Richard Brevard Russell, Jr. d'histoire américaine à l'Université de Géorgie. Il continue d'être chercheur principal à l'Institut d'enseignement supérieur de l'Université de Géorgie et est actuellement professeur à la Pepperdine School of Law.

## Biographie
Larson est né à Mansfield, Ohio, et fréquente les écoles publiques de Mansfield. Il est diplômé du Williams College et obtient son JD de l'Université Harvard et son doctorat en histoire des sciences de l'Université du Wisconsin à Madison.
Larson reçoit le prix Pulitzer d'histoire en 1998 pour son livre Summer for the Gods: The Scopes Trial and America's Continuing Debate Over Science and Religion. Le livre soutient que Inherit the Wind (à la fois la pièce et le film) a déformé le véritable Procès du singe. Contrairement à cette pièce de théâtre et à ce film, dans lesquels la raison et la tolérance l'emportent sur les anti-évolutionnistes peu sophistiqués et motivés par la religion, le livre de Larson dépeint le procès comme une salve d'ouverture dans une guerre culturelle persistante du XXe siècle impliquant de puissantes forces nationales dans les domaines de la science, de la religion, du droit et de la politique. "En effet", conclut-il dans le livre, "les problèmes soulevés par le procès et la légende Scopes perdurent précisément parce qu'ils incarnent la lutte typiquement américaine entre la liberté individuelle et la démocratie majoritaire, et la jettent dans le débat intemporel sur la science et la religion".
En 2004, Larson reçoit un doctorat honorifique en lettres humaines de l'Université d'État de l'Ohio. Il occupe la chaire John Adams d'études américaines du programme Fulbright en 2000-2001 et participe en 2003 au programme d'artistes et d'écrivains antarctiques de la Fondation nationale pour la science. Il est membre fondateur de la Société internationale pour la science et la religion.
Larson reçoit le prix d'enseignement Richard Russell de l'Université de Géorgie et est membre fondateur de l'Académie d'enseignement de l'université.

## Livres
- Edward J. Larson (2018) To the Edges of the Earth: 1909, The Race to the Three Poles, and the Climax of the Age of Exploration William Morrow, "une empreinte des éditeurs Harper Collins"[4]
- An Empire of Ice: Scott, Shackleton and the Heroic Age of Antarctic Science, New Haven : Yale University Press, 2011.
- A Magnificent Catastrophe: The Tumultuous Election of 1800, America’s First Presidential Campaign New York : Presse gratuite, 2007.  (ISBN 978-0743293174)
- The Creation-Evolution Debate: Historical Perspectives Athènes : Univ. de Georgia Press, 2007.  (ISBN 978-0820331065)
- Evolution’s Workshop: God and Science on the Galapagos Islands New York : Basic Books et Londres : Penguin, 2001.  (ISBN 978-0465038114)
- The History of Science and Religion in the Western Tradition: An Encyclopedia." (éditeur), avec Gary B. Ferngren et Darrel W. Amundsen, Routledge, 13 juin 2000.  (ISBN 978-0815316565)
- Sex, Race, and Science: Eugenics in the Deep South Baltimore : Johns Hopkins University Press, 1995.  (ISBN 978-0801855115)
- Trial and Error: The American Controversy Over Creation and Evolution New York: Oxford University Press, 1985, 1989 (édition augmentée), 2003 (édition mise à jour).  (ISBN 978-0195154719)[5],[6]